# Storenomorpha nupta
Storenomorpha nupta là một loài nhện trong họ Zodariidae.
Loài này thuộc chi Storenomorpha. Storenomorpha nupta được Rudy Jocqué & Robert Bosmans miêu tả năm 1989.